# 민성원
민성원(1965년 7월 18일 ~ )는 대한민국의 기업인 겸 교육전문가 컨설턴트이다.

## 학력
- 1989년 서울대학교 경제학과 졸업
- 1992년 서울대학교 공법학과 졸업
- 연세대학교 언론홍보대학원 석사

## 경력
- 1993년 ~ 1998년 현대그룹 기획실
- 1998년 ~ 2000년 현대증권 압구정지점 근무
- 2003년 제네랄미디어 설립 겸 대표이사
- 멘토&멘티 압구정센터 소장
- 민성원연구소 소장

## 연재
- 민성원의 공부원리 (중앙일보)

## 패널
- EBS 생방송 60분 부모
- EBS 똑똑! 교육 충전소
- KBS 1라디오 교육을 말합시다
- KBS 1라디오 공부가 재미있다
- 재능TV 우리 아이 1등 만들기
- YTN 사이언스 수다학
- tvN 곽승준의 쿨까당
- SBS 영재발굴단
- MBN 황금알
- MBC 공부가 머니

## 저서
- 국제 사업의 착각
- 재무관점에서 본 사업의 가치
- 홈 비즈니스
- 내 아이가 갈 수 있는 최고의 대학
- 더불어 사는 수익구조
- 아이의 공부지능
- 민성원의 공부원리
- 민성원의 엄마는 전략가 - 초등 6학년부터 준비하는 명문대 입학 로드맵
- 민성원의 자녀교육 10선 시리즈
- 민성원의 초등엄마 물음표
- 민성원의 공부원리 패턴학습법
- 민성원의 엄마는 전략가 고등편
- 엄마라서 실수한다 - 자녀교육 컨설턴트 민성원이 처방하는 사랑의 실수 만회법

## 참고 사항
- 1998년 TV는 사랑을 싣고 김혜수편에 사연을 받고, 몽타주 찾은 추적 끝에 찾을 수 있다.